# 大欧蒂尼
大欧蒂尼（法語：Autigny-le-Grand，法語發音：[otiɲi lə ɡʁɑ̃]）是法国上马恩省的一个市镇，与小欧蒂尼相邻，属于圣迪济耶区。

## 地理
大欧蒂尼（48°28'24"N, 5°8'8"E）面积3.59 平方千米，位于法国大東部大區上马恩省，该省份为法国东北部内陆省份，北起马恩省和默兹省，西接奥布省，西南接科多尔省，东南接上索恩省，东临孚日省。
与大欧蒂尼接壤的市镇（或旧市镇、城区）包括：奥讷勒瓦勒、托南斯莱茹安维尔、韦克维尔、小欧蒂尼、沙通吕-索梅尔蒙。

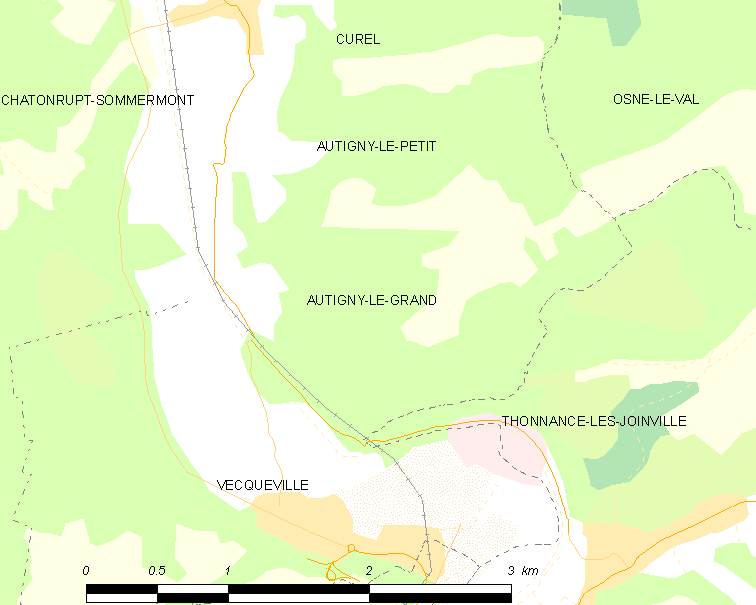
大欧蒂尼的OSM定位图

大欧蒂尼的时区为UTC+01:00、UTC+02:00（夏令时）。

## 行政
大欧蒂尼的邮政编码为52300，INSEE市镇编码为52029。

## 政治
大欧蒂尼所属的省级选区为茹安维尔县。

## 人口

1962-2008年间大欧蒂尼人口变化图示

大欧蒂尼于2022年1月1日时的人口数量为130人。